# Ян Злоха
Ян Злоха (словац. Ján Zlocha, 24 березня 1942, Братислава — 1 липня 2013) — чехословацький футболіст, що грав на позиції захисника.
Виступав, зокрема, за клуб «Слован», а також національну збірну Чехословаччини, у складі якої був учасником чемпіонату світу 1970 року.
Триразовий чемпіон Чехословаччини. Володар Кубка Чехословаччини. Володар Кубка Мітропи. Володар Кубка Кубків УЄФА.

## Клубна кар'єра
У дорослому футболі дебютував 1964 року виступами за команду клубу «Спартак» (Трнава), в якій провів три сезони. За цей час виборов титул володаря Кубка Мітропи. Відігравши частину 1967 року у празькій «Дуклі», повернувся до трнавського «Спартака» і наступного року додав до переліку своїх трофеїв титул чемпіона Чехословаччини.
1968 року перейшов до братиславського «Слована», за яку відіграв 6 сезонів. За цей час додав до переліку своїх трофеїв ще два титули чемпіона Чехословаччини і ставав володарем Кубка Кубків УЄФА. Завершив професійну кар'єру футболіста виступами за команду «Слован» (Братислава) у 1974 році.
Помер 1 липня 2013 року на 72-му році життя.

## Виступи за збірну
1969 року дебютував в офіційних матчах у складі національної збірної Чехословаччини. Протягом кар'єри у національній команді, яка тривала 2 роки, провів у формі головної команди країни 4 матчі.
У складі збірної був учасником чемпіонату світу 1970 року у Мексиці, де виходив на поле лише у програній з рахунком 1:2 грі групового етапу проти збірної Румунії.

## Титули і досягнення
- Чемпіон Чехословаччини (3):

«Спартак» (Трнава): 1967/68
«Слован»: 1969/70, 1973/74
- Володар Кубка Чехословаччини (1):

«Слован»: 1973/74
- Володар Кубка Мітропи (1):

«Спартак» (Трнава): 1967
- Володар Кубка Кубків УЄФА (1):

«Слован»: 1968/69